# Tílissos
Tílissos és un jaciment arqueològic de Creta, al municipi de Malevizi a la Prefectura d'Iràklio, on existeixen unes edificacions de la civilització minoica construïdes als segles xvi i XV aC, consistents en tres edificacions principals o cases. A la casa coneguda com A es van afegir elements els segles XV i XIV aC i a la coneguda com C al segle xiv aC; en aquest darrer segle les edificacions foren destruïdes pel foc. Foren habitades novament en temps històrics, segons demostren les ruïnes de cases construïdes sobre les edificacions minoiques.
Tílissos fou excavat per Joseph Chatzidakis el 1902-1913. El 1954 es van descobrir una paviments amb pedres primes i una construcció (stoa) amb un pòrtic amb cinc columnes al nord de la plaça de l'altar.
Els monuments foren restaurats sota la direcció de Nikolaos Platon entre 1954 i 1962 i altre cop entre 1990 i 1994.
Les edificacions principals són tres cases conegudes com A, B i C. La més gran és la casa A amb una entrada monumental amb dos pilars; a la part sud hi ha la sala del politiró, el pilar de la cripta i la cambra de condícia; la part nord és ocupada per magatzems. La casa B és rectangular i té 21 sales incloent el vestíbul, la casa de la guàrdia, escales, cuina, sala principal amb politró, pati, i altres departaments. La casa C és similar a les altres dues i té 23 sales incloent tres escales que porten a la part superior; una cisterna (coneguda com a D) és a la cantonada nord-est. És la més moderna de les tres. Peces d'argila d'un aqüeducte es troben a 38 metres al nord-oest de la casa C i portaven l'aigua des d'Aghios Mamas, que encara avui proveeix d'aigua al llogaret.